# Onitis overlaeti
Onitis overlaeti är en skalbaggsart som beskrevs av Emile Janssens 1938. Onitis overlaeti ingår i släktet Onitis och familjen bladhorningar. Inga underarter finns listade i Catalogue of Life.